# Cylindrotettix chacoensis
Cylindrotettix chacoensis är en insektsart som beskrevs av Roberts 1975. Cylindrotettix chacoensis ingår i släktet Cylindrotettix och familjen gräshoppor. Inga underarter finns listade i Catalogue of Life.